# Lat Soukabé Ngoné Fall
Lat Soukabé  était un damel-teigne (dammeel-teeñ) – à la fois damel du Cayor et teigne du Baol, donc le souverain de deux royaumes pré-coloniaux qui font aujourd'hui partie du Sénégal. 
Au Cayor il succède à Dé Tialao devenu aveugle et règne pendant 22 ans, de 1697 à 1719. Sa mère, la  linguère Ngoné Dièye du Saloum,, était la fondatrice de la dynastie maternelle Guedj (Géej) du Cayor et du Baol, une dynastie établie au Cayor et au Baol par la force après avoir fait lui-même roi[pas clair]. La dynastie Guedj a régné du XVIIe siècle jusqu'à la fin du XIXe siècle, quand les Français ont conquis le Cayor et le Baol et détrôné leurs rois respectifs. Par sa lignée paternelle, Lat Soukabé est issu de la maison royale de Tié Yassin Fall.
Son fils Maïssa (Maysa Tende Wéjj) lui succéda en 1719.
Sa mort est datée du 9 juin 1720.